# Kubanochoerus
Kubanochoerus — вимерлий рід великих довгоногих парнокопитних ссавців з міоцену Євразії та Африки.

## Таксономія
Роди Libycochoerus і Megalochoerus колись були віднесені до Kubanochoerus, але тепер вони вважаються різними на основі зубних і дрібних черепних деталей.
Передбачуваний рід Caucasotherium, описаний з Кавказу на основі фрагмента кістки з чотирма різцями, насправді є синонімом середньоміоценового Kubanochoerus gigas.

## Опис
Найбільший вид, влучно названий K. gigas, виріс приблизно до 1 метра в плечі та, ймовірно, важив до 500 кілограмів за життя.